# Édouard Dubuc

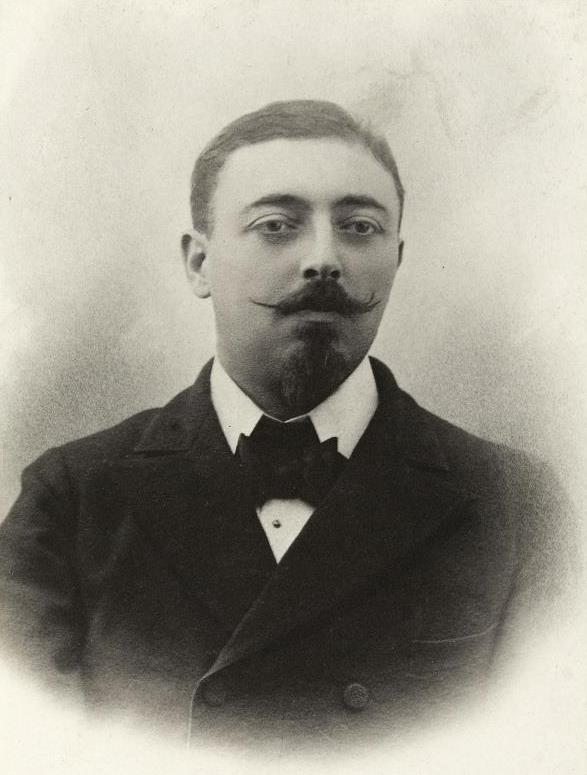
Édouard Dubuc

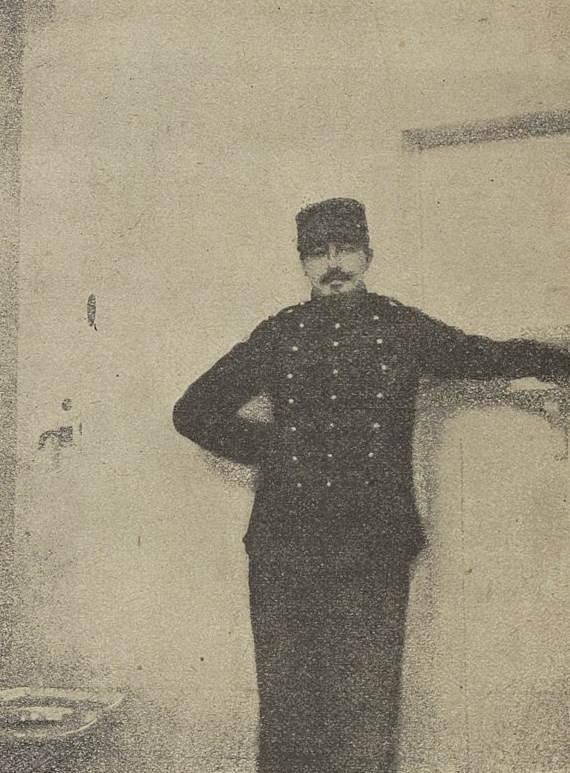
Édouard Dubuc, 1899 (bei seiner Verhaftung)

Édouard-Maximilien Dubuc (* 12. November 1872 in Paris; † 23. November 1945 in Villiers-sur-Marne) war ein französischer Politiker der extremen Rechten während der Dritten Republik.

## Leben
Édouard-Maximilien Dubuc wurde im 3. Arrondissement von Paris als Sohn des Bauingenieurs Michel-Maximilien Dubuc geboren. Nach seinem Militärdienst schloss er sein Studium als Ingenieur ab und arbeitete vor 1900 als Leiter der Wasserversorgung einer Stadt in den Pariser Vororten.
Als „revolutionärer Sozialist“ (aber nicht als Kollektivist) und Bewunderer des Marquis de Morès gehörte der junge Dubuc der antisemitischen Studentengruppe um Camille Jarre an. Im Herbst 1896 übernahm er den Vorsitz dieser Bewegung, die kurz darauf in die Liga der Jeunesse antisémitique umbenannt wurde. Unterstützt wurde er dabei von seinem Freund Émile Davout, genannt Jacques Cailly. Ab 1898 war Le Précurseur Organ der Liga, eine zweimonatliche und später wöchentliche Zeitschrift, deren Leitung Dubuc im folgenden Jahr übernahm.
Trotz ihrer geringen Mitgliederzahl machte die Liga, die Verbindungen zur Union nationale des Abbé Garnier und zu Marcel Habert (von der Ligue des Patriotes) unterhielt, während der Dreyfus-Affäre von sich reden und beteiligte sich an den gewalttätigen Auseinandersetzungen zwischen den beiden Lagern. Dubuc selbst wurde bei der von Jules Guérin im Januar 1898 organisierten antidreyfusardischen Kundgebung durch zwei Stockschläge verletzt. Folglich gehörte die Jeunesse antisémitique zu den Anti-Dreyfusard-Organisationen, die 1899 von der Regierung ins Visier genommen wurden, weil sie ihnen vorwarf, gegen das republikanische Regime zu intrigieren. Im September wurde der Reservist Dubuc, der zu diesem Zeitpunkt seine 28-tägige Ausbildung beim 4. Bataillon der Festungsartillerie in Verdun absolvierte, verhaftet. Er wurde zusammen mit Cailly und ihrem normannischen Kameraden Édouard Brunet vor das Hohe Gericht gestellt. Ihnen wurde unter anderem ein (in Wirklichkeit nicht ernst gemeinter) Plan vorgeworfen, die Präfektur in Caen zu stürmen. Dubuc wurde schließlich am 4. Januar 1900 freigesprochen.
1900 wurde Dubuc, der unter anderem von Ernest Roche unterstützt wurde, in den Pariser Stadtrat gewählt. Im ersten Wahlgang war er für die Parti républicain socialiste français, im zweiten als Kandidat der „Union des républicains patriotes“ angetreten.
Am 6. Mai 1901, nach dem „Antijüdischen Kongress von Paris“, wandelte Dubuc die Jeunesse antisémitique in die Parti national antijuif (PNA) um, deren Vorsitz er behielt. Die Gründung der PNA führte zu einem Bruch mit dem Leiter von La Libre Parole, Édouard Drumont. Drumont, der Dubucs Liga unterstützt hatte, um dem Einfluss von Guérins Grand Occident de France entgegenzuwirken, sah in der neuen Partei einen Rivalen seines eigenen Comité National Antijuif. Diese Streitigkeiten schadeten der PNA, deren Kandidaten bei den Parlamentswahlen 1902 scheiterten, da sie von anderen Nationalisten Konkurrenz bekamen.
Bei den Kommunalwahlen im Mai 1904 verlor Dubuc seinen Sitz. Er führte das auf unzureichende Unterstützung durch die Ligue de la patrie française zurück.
Im Ersten Weltkrieg diente er als Sergeant bei der Artillerie. Danach näherte er sich politisch trotz seiner republikanischen Überzeugen der Action française an. Dubuc hat mehrere Werke veröffentlicht.